# Molson Indy Toronto 1993
Molson Indy Toronto 1993 var ett race som var den nionde deltävlingen i PPG IndyCar World Series 1993. Racet kördes den 18 juli på Torontos gator. Trots känningar av en förkylning så fortsatte Paul Tracy att dominera, och tog sin andra raka seger. Med det så tog han sig på allvar in i mästerskapskampen, där hans Penskekollega Emerson Fittipaldi övertog mästerskapsledningen, tack vare sin andraplats. Danny Sullivan, Bobby Rahal och Al Unser Jr. skuggade Fittipaldi i mål. Nigel Mansell tappade mästerskapsledningen, efter att ha råkat ut för problem under tävlingen, och blivit poänglös.

## Slutresultat
| Plats | Förare             | Team                     | Grid |
| ----- | ------------------ | ------------------------ | ---- |
| 1     | Paul Tracy         | Marlboro Team Penske     | 2    |
| 2     | Emerson Fittipaldi | Marlboro Team Penske     | 1    |
| 3     | Danny Sullivan     | Galles Racing            | 4    |
| 4     | Bobby Rahal        | Rahal-Hogan Racing       | 3    |
| 5     | Al Unser Jr.       | Galles Racing            | 7    |
| 6     | Robby Gordon       | A.J. Foyt Enterprises    | 12   |
| 7     | Raul Boesel        | Dick Simon Racing        | 6    |
| 8     | Mario Andretti     | Newman/Haas Racing       | 13   |
| 9     | Scott Goodyear     | Walker Racing            | 10   |
| 10    | Roberto Guerrero   | Budweiser King Racing    | 14   |
| 11    | Jimmy Vasser       | Hayhoe Racing            | 17   |
| 12    | Bertrand Gachot    | Dick Simon Racing        | 15   |
| 13    | Brian Till         | Turley Motorsports       | 18   |
| 14    | Teo Fabi           | Hall/VDS Racing          | 11   |
| 15    | Kevin Cogan        | Galles Racing            | 23   |
| 16    | Hiro Matsushita    | Dick Simon Racing        | 25   |
| 17    | Johnny Unser       | Dale Coyne Racing        | 27   |
| 18    | Willy T. Ribbs     | Walker Racing            | 21   |
| 19    | Scott Brayton      | Dick Simon Racing        | 19   |
| 20    | Nigel Mansell      | Newman/Haas Racing       | 9    |
| 21    | Marco Greco        | Sovereign Racing         | 24   |
| 22    | Arie Luyendyk      | Chip Ganassi Racing      | 8    |
| 23    | Mark Smith         | Arciero Racing           | 22   |
| 24    | Stefan Johansson   | Bettenhausen Motorsports | 5    |
| 25    | Ross Bentley       | Dale Coyne Racing        | 26   |
| 26    | Scott Pruett       | Pro Formance Motorsports | 20   |
| 27    | Andrea Montermini  | Euromotorsport           | 16   |
| 28    | Jeff Wood          | Euromotorsport           | 28   |